# Litoporus lopez
Litoporus lopez är en spindelart som beskrevs av Huber 2000. Litoporus lopez ingår i släktet Litoporus och familjen dallerspindlar.
Artens utbredningsområde är Colombia. Inga underarter finns listade i Catalogue of Life.